# Carlos Buttice
Carlos Adolfo Buttice (Monte Grande, 1942. december 17. – 2018. augusztus 3.) argentin labdarúgó, kapus.

## Pályafutása
A Los Andes csapatában kezdte a labdarúgást, ahol 1964-ben mutatkozott be az első csapatban. 1965-ben a Huracán, 1966 és 1970 között a San Lorenzo játékosa volt. 1971 és 1974 között Brazíliában védett, az América-RJ, a Bahia és a Corinthians csapatában. 1975-ben hazatért és az CA Atlanta együttesében szerepelt. 1976-ban a Gimnasia La Plata kapusa volt. 1977 és 1980 között a chilei Unión Española labdarúgója volt. 1981–82-ben a Banfield, 1983-ban a Colón csapatában játszott. 1983-ban vonult vissza az aktív labdarúgástól.

## Sikerei, díjai
San Lorenzo
- Argentin bajnokság
  - bajnok: 1968

 Unión Española
- Chilei bajnokság
  - bajnok: 1977